# 桑名市博物館
桑名市博物館（くわなしはくぶつかん）は、三重県桑名市京町にある博物館。地元の歴史や民俗を中心とした展示を行っている。

## 概要
桑名市博物館は、1971年（昭和46年）に桑名市立文化美術館として開館し、1985年（昭和60年）10月1日に三重県初の市立博物館として改組された。
折り上がった「桑名の千羽鶴」も展示されており、有料で連鶴（千羽鶴）を折る体験もできる。
- 料金：高校生以上150円（特別企画展は別料金）
- 開館時間：午前9時30分から午後5時まで（入館は4時30分まで）
- 休館日：月曜日（祝日は開館）、祝日の翌日（日曜日は開館）、年末年始、展示入替期間

## 公共交通機関
- JR関西本線・近鉄名古屋線 桑名駅より東へ徒歩で約20分[5]。
- 桑名駅から三重交通バス 2番のりば　53系統　長島温泉行き[5]　「桑名市博物館」下車目の前

## 主な資料
- 桑名藩や松平定信の関係史料
- 古萬古焼、萬古焼
- 浮世絵

## 「村正」展
2016年（平成28年）、桑名ゆかりの刀剣・村正の企画展を初めて開催した。この企画展では43振（うち半数が村正と関係作品）の刀剣を展示し、入館者数の記録を更新する14,917人を集めた。この成功を受け、2018年（平成30年）にも村正展を開催することが決定し、前回よりも予算を増額し村正の展示作品数を増やす予定である。
これと関連し、2018年（平成30年）の桑名市のふるさと納税の返礼品に「刀剣の取り扱い体験」を追加した。取り扱う刀剣は未定ながら、博物館の所蔵品である刀剣に油を塗るなどの取り扱い方法の教授のほか、鑑賞法なども指導する予定である。